# Orzocco I de Lacon-Zori
Orzocco I de Lacon-Zori, in alcuni documenti anche Onroco o Orzocorre nato Orzocco de Lacon-Zori (XI secolo – 1100), fu giudice del Regno di Arborea dal 1070 al 1100.
Membro della famiglia Zori (de Thori), succedette al padre Mariano I, viene ricordato soprattutto perché trasferì dalla «ruinata» Tharros a causa di una guerra ad Oristano la capitale del regno trasferendo il vescovo, il clero e tutto il popolo torrense.
Nel 1073, papa Gregorio VII scrisse un'epistola nella quale richiamava Orzocco e tutti i regnanti sardi all'obbedienza verso la Santa Sede esortando tutti al recupero della religione in Sardegna. Come i suoi predecessori anche Orzocco I si adoperò affinché la religione cristiana si diffondesse e radicasse nell'isola. Queste lettere (la seconda nel 1080) imponevano ai monaci di radersi la barba com'era costume nel resto d'Europa, l'arcivescovo di Cagliari si rifiutò e venne sollevato dall'incarico. Le lettere davano il potere a Orzocco I di fare altrettanto con i disobbedienti. 
Fece costruire anche la chiesa dedicata a San Nicola ad Ottana.
Prese in moglie Nivatta (o Nibatta) che diede alla luce Torbeno, suo successore. Lei sopravvisse alla morte del marito e fece iniziare la costruzione della villa e del castello di Cabras, che divenne la residenza di tutti i suoi successori.